# 123Movies
123Movies, GoMovies, GoStream, MeMovies oder auch 123movieshub war ein Netzwerk aus File-Streaming-Websites, das von Vietnam aus operierte und Nutzern ermöglichte, Filme kostenlos zu schauen. Es wurde im März 2018 von der Motion Picture Association of America (MPAA) als „beliebteste illegale Seite“ bezeichnet, kurz bevor es aufgrund strafrechtlicher Ermittlungen der vietnamesischen Behörden geschlossen wurde. Das Netzwerk ist jedoch wegen zahlreicher Klonseiten weiterhin aktiv.

## Entwicklung

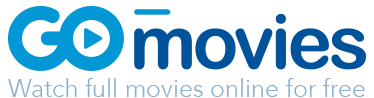
GoMovies Logo

Die Website wurde mehrmals umbenannt, da sie von verschiedenen Domains gebannt wurde; sie tauchte unter den Namen „123Movies“ oder auch „123movies“ auf. Die ursprüngliche Domain war 123movies.to, was wiederum unter anderem zu 123movies.is wechselte, bevor eine Weiterleitung zu gomovies.to stattfand, was später zu gomovies.is wurde. Danach folgte der Wechsel auf gostream.is und memovies.to, bevor die Domain zu 123movieshub.to/is geändert wurde. Diese Domain wurde bis zur Schließung der Plattform beibehalten.
Im Oktober 2016 listete die MPAA 123Movies in ihrer Online Notorious Markets Übersicht an das Office of the United States Trade Representative (USTR), mit der Eröffnung: „Die Seite hat einen globalen Alexa Rank von 559 und einen lokalen Rank von 386 in den Vereinigten Staaten. 123movies.to hatte, laut SimmilarWeb, 9.26 Millionen erstmalige Besucher weltweit im August 2016“. Im Oktober 2016 berichtete Business Insider, dass 123movies.to die „meist genutzte Piraterie-Website“ im Vereinigten Königreich war.
123Movies beinhaltete Filme in HD, HD-RIP, Blu-ray und Kamera-Qualität. Für das Bereitstellen und Abspielen der Filme wurden Openload, Streamango und MyCloud verwendet. Während der gesamten Laufzeit und Abschaltung berichtete die Seite TorrentFreak über die Features, die Hoch- und Tiefpunkte, die Abschaltung und die Gründe für die Abschaltung der Plattform.
Im Dezember 2017 veröffentlichten die Macher von 123movies eine weitere Streamingplattform, welche sich auf Animes bezog, mit dem Namen AnimeHub.to, die auch noch Monate nach der Schließung von 123Movies erreichbar war.

## Schließung
Im März 2017 berichtete TorrentFreak, dass der US-Botschafter von Vietnam, Ted Osius, mit dem Lokalminister für Information und Kommunikation, Truong Minh Tuan, über die Abschaltung illegaler Streamingseiten, die von Vietnam aus operieren, gesprochen habe und 123movies als spezifische Seite genannt habe.
Im Oktober 2017 listete die MPAA 123Movies (und GoStream.is) in ihrem Online Notorious Markets Überblick an das Office of the United States Trade Representative, wo sie beschrieben, dass die Seite technisch gesehen in der Ukraine gehostet wird, führten jedoch aus: „Die Seite unternimmt zahlreiche Versuche die Identität des Betreibers zu verschleiern, auch mit der Nutzung von Cloudflare, es gibt jedoch starke Gründe zu glauben, dass der Betreiber immer noch in Vietnam sitzt; Inhalte werden durch Cyberlocker von Emails hochgeladen, welche auf Accounts der Can Tho University of Medicine and Pharmacy zurückzuführen sind“.
Im März 2018 erklärte die MPAA, dass die Seite die „beliebteste illegale Seite der Welt“ sei, mit der Angabe, dass diese von Vietnam aus betrieben werde und schätzungsweise 98 Millionen Besucher pro Monat habe. Am 19. März 2018 gab ein Hinweis auf der Homepage die Abschaltung bekannt und drängte Nutzer dazu, „die Filmschaffenden durch den Kauf von Filmen und TV-Shows zu respektieren“.

## Wiedererscheinung
Im Oktober 2018 aktualisierte die MPAA's den Online Notorious Markets Überblick an das United States Trade Representative und sagte, dass die Schließung von 123movies, 123movieshub, gostream, und gomovies, auf Grundlage strafrechtlicher Ermittlungen in Vietnam 2018 „eine wichtige Entwicklung“ im Kampf gegen illegale Filmpiraterie war. Die MPAA gab jedoch auch bekannt, dass zahlreiche Kopien der Seite, in mindestens acht weiteren Ländern, entdeckt wurden. Im November 2018 berichtete TorrentFreak, dass Seiten, welche identisch oder in Verbindung zu 123Movies sowie WatchAsap waren, ebenfalls vom FBI abgeschaltet wurden. Diese Seiten verlinkten dann jedoch auf weitere Filesharing-Seiten.